# Kardarspindlar
Kardarspindlar (Dictynidae) är en familj av spindlar som innehåller omkring 563 kända arter världen över, uppdelade på 48 olika släkten.

## Kännetecken
Dessa spindlar är små, oftast omkring två till tre millimeter i längd och som högst upp till omkring fem millimeter. Ofta är de diskret färgade i brunt, svart eller grått, men de kan också vara grönaktiga. Bakkroppen är ofta mönstrad. De har åtta ögon arrangerade i två horisontella rader om fyra i varje. Tarserna har tre klor och benen är endast glest försedda med hår.

## Utbredning
Familjen har en vid spridning och förekommer över större delen av världen.

## Levnadssätt
Kardarspindlar lever bland örter, gräs, buskar och träd i många olika livsmiljöer. De spinner fångstnät som har krusiga trådar istället för klibbiga. Vanligen är näten horisontella och oregelbundna till sin form. Deras föda består av små insekter som fastnar i näten.  